# غاري كليمنت
غاري كليمنت هو رسام كارتون كندي، ولد في 1 يوليو 1959 في تورونتو في كندا.